# Hassan Amzile

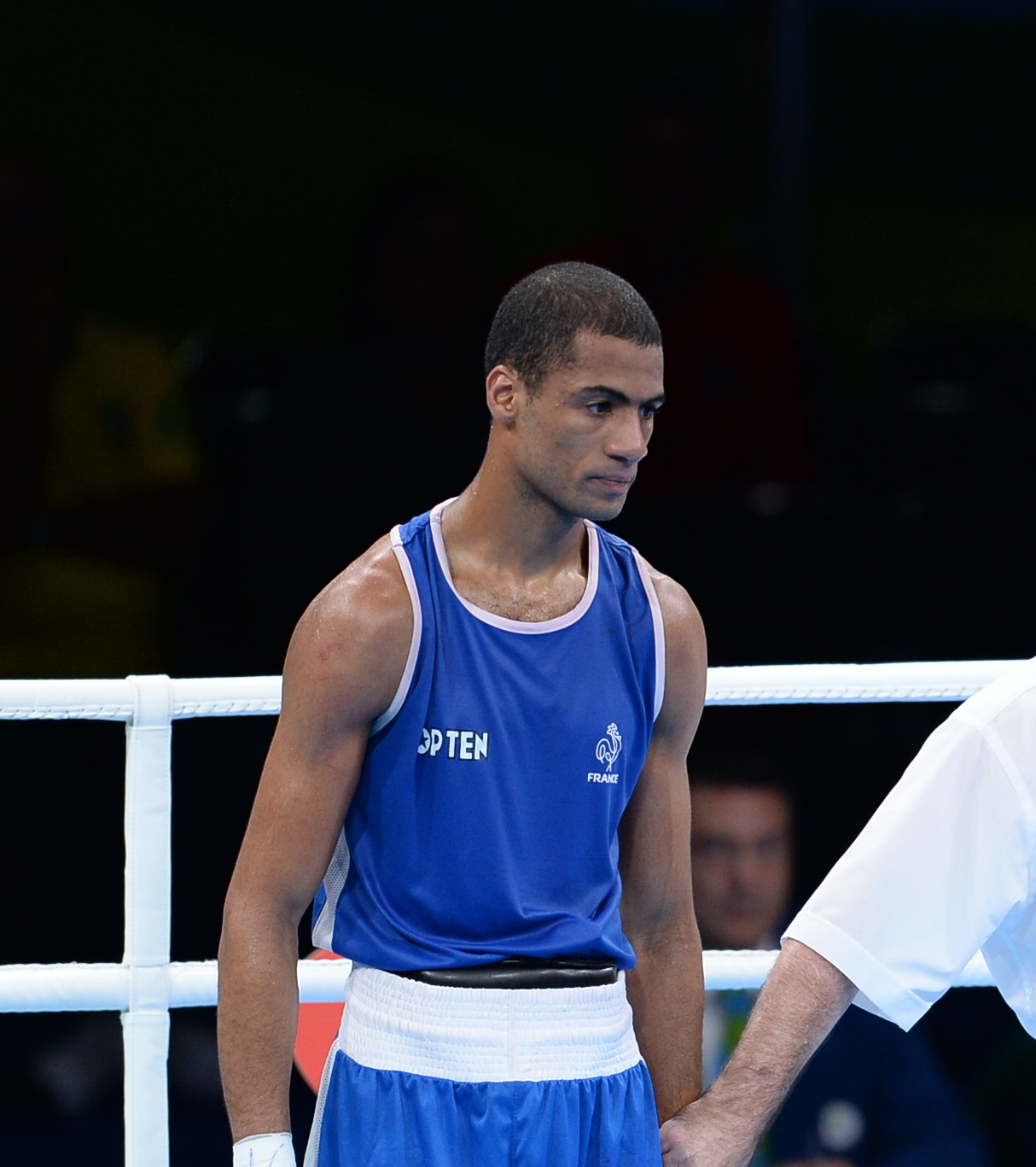
Hassan Amzile (2016)

Hassan Amzile (* 5. Juni 1988 in Rueil-Malmaison, Frankreich) ist ein französischer Boxer und Olympiateilnehmer von 2016 im Halbweltergewicht.

## Amateurkarriere
Hassan Amzile ist Französischer Meister von 2013, 2014 und 2015 im Halbweltergewicht. Er gewann bisher unter anderem international besetzte Turniere in Litauen, Russland und Spanien, war Teilnehmer der Europameisterschaften 2015 (Niederlage gegen Dmitri Galagot) und Viertelfinalist der Europaspiele 2015 (Siege gegen Naser Shala und Jewgenij Dauhaljawez, Niederlage gegen Vincenzo Mangiacapre).
Bei der europäischen Olympiaqualifikation im April 2016 in der Türkei besiegte er Erik Pijetraj und Arturs Ahmetovs, ehe er im Viertelfinale gegen Batuhan Gözgeç ausschied. Er nahm daraufhin im Juni 2016 an der weltweiten Olympiaqualifikation in Aserbaidschan teil und erreichte durch Siege gegen Georgian Nyeki und Ermek Sakenow erneut das Viertelfinale, wo er gegen Pat McCormack unterlag. Da McCormarck das Turnier jedoch gewinnen konnte, war Amzile als dessen besiegter Viertelfinalgegner ebenfalls für die Olympischen Spiele 2016 in Brasilien qualifiziert. Bei Olympia besiegte er dann in der Vorrunde Jonas Junias 3:0, schied aber dann im Achtelfinale mit 1:2 gegen Collazo Sotomayor aus.
Seit 2017 boxt er für das französische Team Fighting Roosters in der World Series of Boxing (WSB) und hält bei vier Siegen und zwei Niederlagen.

## Profikarriere
Sein Profidebüt gewann er am 14. Dezember 2019, den Französischen Meistertitel im Halbweltergewicht am 19. März 2022.